# NBA 2K19
NBA 2K19 es un videojuego de simulación de baloncesto desarrollado por Visual Concepts y publicado por 2K Sports. Es la 19.ª entrega de la franquicia NBA 2K y el sucesor de la NBA 2K18. Fue lanzado en septiembre de 2018 para Microsoft Windows, Nintendo Switch, PlayStation 4 y Xbox One. Giannis Antetokounmpo de Milwaukee Bucks sirve como atleta cubierta de la edición regular del juego, mientras que LeBron James es el atleta de tapa para las ediciones especiales. Ben Simmons es el atleta de cubierta para el juego en Australia.
NBA 2K19, al igual que los juegos anteriores de la serie, se basa en el deporte del baloncesto; más específicamente, simula la experiencia de la Asociación Nacional de Baloncesto (NBA). Varios modos de juego están presentes, incluyendo el equipo de gestión MyGM y MyLeague, que fueron un énfasis considerable durante el desarrollo. El juego cuenta con una banda sonora con licencia que consta de 49 canciones principalmente situadas en el género de Hip Hop 

## Jugabilidad
NBA 2K19 es un videojuego de simulación de baloncesto que, al igual que los juegos anteriores de la serie, se esfuerza por representar de manera realista la Asociación Nacional de Baloncesto (NBA), así como las mejoras actuales sobre las cuotas anteriores. El jugador juega principalmente juegos de la NBA con la vida real o los jugadores y equipos personalizados; los juegos siguen las reglas y los objetivos de los juegos de la NBA. Varios modos de juego están presentes y muchos ajustes se pueden personalizar.
El juego devolvió los modos de juego MyGM y MyLeague, que la tarea del jugador con la gestión de todas las operaciones de baloncesto para un equipo específico, fueron un punto de énfasis durante el desarrollo. MyGM está más centrado en el realismo, mientras que MyLeague ofrece más opciones de personalización. El modo MyGM intenta introducir más interacciones y estilo cutscene que los juegos anteriores en un intento de darle al modo una historia, que se denomina "El próximo capítulo", similar al modo MyCareer de la serie. Además, se han hecho varias adiciones a la modalidad que atiende al más reciente convenio colectivo de la NBA, y la NBA G League, la organización oficial de baloncesto de la liga menor de la NBA, está presente.
- Datos: Q54871545